# 北川內站
北川內站（日语：／ Kita-Kawachi eki */?）是位於福岡縣八女郡上陽町大字北川內（現時：八女市上陽町北川內），日本國有鐵道（國鐵）矢部線的鐵路車站（廢站）。此站位於上陽町中心的西端，為該町唯一車站。

## 歷史
- 1945年（昭和20年）12月26日：矢部線全線開通，此一般車站同日啟用[1]。
- 1962年（昭和37年）4月1日：成為業務委託車站（委托者：日本交通觀光社（日语：日本交通観光社））[2]。
- 1971年（昭和46年）2月20日：結束貨運和行李起卸業務[3]。成為無人車站[4]。
- 1985年（昭和60年）4月1日：隨著矢部線全線被廢除，此站也被廢除[1]。

## 車站構造
此站為無人車站，設有1面1線的單式月台。此站沒有站舍，於月台上設有候車處。

## 車站周邊
- 北川內公園（東北方1.0公里） - 該處設有大伴部博麻（日语：大伴部博麻）之碑。在站前廣場上還有「大伴部博麻出身之地」的紀念碑。

## 現狀
車站遺址變成了上陽町地域福祉中心。另外，在此站東邊設有舊北川內隧道入口。

## 相鄰車站
日本國有鐵道（國鐵）
矢部線
山內－北川內－黑木

## 注腳
1. 1 2 3 4  石野哲 (编).  初版. JTB. 1998-10-01: 700. ISBN 978-4-533-02980-6 （日语）.
2. ↑  . 交通新聞 (交通協力会). 1962-04-01: 1 （日语）.
3. ↑  . 官報. 1971-02-18 （日语）.
4. ↑  . 鐵道公報 (日本國有鐵道總裁室文書課). 1971-02-18: 4 （日语）.

## 相關項目
- 日本鐵路車站列表 Ka